# Bandar Abbás

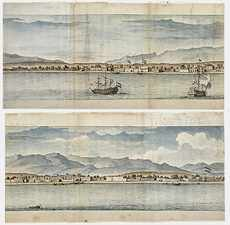
Antiguo puerto de Bandar Abbás, en un dibujo de 1704

Bandar Abbás (en persa: بندر عباس‎)  es una ciudad puerto y la capital de Hormozgan (provincia en la costa sur de Irán), en el golfo Pérsico.
La ciudad ocupa una posición estratégica respecto al estrecho de Ormuz, y es la base principal de la Marina de Guerra iraní.
En 2005 tenía una población estimada de 352.173 habitantes.

## Geografía
Bandar Abbás está situada a 9 m s. n. m..
Las áreas elevadas más cercanas son el monte Geno a 17 km al norte y el monte Pooladi a 16 km al noroeste de la ciudad.
El río más cercano a la ciudad es el río Shoor, que nace en el monte Geno y desemboca en el golfo Pérsico, 10 km al este de la ciudad.

### Clima
Bandar Abbás tiene un clima caliente tropical. La temperatura máxima en el verano puede alcanzar los 49 °C mientras que en invierno la temperatura mínima cae hasta 10 °C aproximadamente.[cita requerida]
La precipitación anual está alrededor de 170 mm y
la humedad relativa es del 65%.
| Parámetros climáticos promedio de Bandar Abbás | Parámetros climáticos promedio de Bandar Abbás | Parámetros climáticos promedio de Bandar Abbás | Parámetros climáticos promedio de Bandar Abbás | Parámetros climáticos promedio de Bandar Abbás | Parámetros climáticos promedio de Bandar Abbás | Parámetros climáticos promedio de Bandar Abbás | Parámetros climáticos promedio de Bandar Abbás | Parámetros climáticos promedio de Bandar Abbás | Parámetros climáticos promedio de Bandar Abbás | Parámetros climáticos promedio de Bandar Abbás | Parámetros climáticos promedio de Bandar Abbás | Parámetros climáticos promedio de Bandar Abbás | Parámetros climáticos promedio de Bandar Abbás |
| Mes                                            | Ene.                                           | Feb.                                           | Mar.                                           | Abr.                                           | May.                                           | Jun.                                           | Jul.                                           | Ago.                                           | Sep.                                           | Oct.                                           | Nov.                                           | Dic.                                           | Anual                                          |
| ---------------------------------------------- | ---------------------------------------------- | ---------------------------------------------- | ---------------------------------------------- | ---------------------------------------------- | ---------------------------------------------- | ---------------------------------------------- | ---------------------------------------------- | ---------------------------------------------- | ---------------------------------------------- | ---------------------------------------------- | ---------------------------------------------- | ---------------------------------------------- | ---------------------------------------------- |
| Temp. máx. abs. (°C)                           | 32.0                                           | 33.0                                           | 39.0                                           | 42.0                                           | 47.0                                           | 51.0                                           | 48.0                                           | 46.0                                           | 45.0                                           | 42.0                                           | 38.0                                           | 32.0                                           | 51.0                                           |
| Temp. máx. media (°C)                          | 23.5                                           | 24.4                                           | 27.7                                           | 31.6                                           | 36.3                                           | 38.4                                           | 38.2                                           | 37.7                                           | 36.8                                           | 35                                             | 30.4                                           | 25.5                                           | 32.13                                          |
| Temp. media (°C)                               | 18.1                                           | 19.4                                           | 23.1                                           | 26.8                                           | 31.2                                           | 33.7                                           | 34.4                                           | 34.0                                           | 32.5                                           | 29.6                                           | 24.3                                           | 19.7                                           | 27.2                                           |
| Temp. mín. media (°C)                          | 12.1                                           | 14                                             | 17.5                                           | 20.9                                           | 24.7                                           | 28                                             | 30.3                                           | 30.1                                           | 27.7                                           | 23.5                                           | 18                                             | 13.5                                           | 21.69                                          |
| Temp. mín. abs. (°C)                           | 3.0                                            | 5.4                                            | 7.6                                            | 11.5                                           | 17.0                                           | 20.0                                           | 25.2                                           | 25.0                                           | 21.0                                           | 12.0                                           | 6.0                                            | 2.0                                            | 2.0                                            |
| Precipitación total (mm)                       | 39.7                                           | 47.5                                           | 34.8                                           | 10.7                                           | 4.8                                            | 0.0                                            | 0.6                                            | 2.2                                            | 0.8                                            | 1.3                                            | 5.0                                            | 24.0                                           | 171.4                                          |
| Días de precipitaciones (≥ 1.0 mm)             | 3.3                                            | 3.1                                            | 2.6                                            | 1.3                                            | 0.2                                            | 0                                              | 0.1                                            | 0.2                                            | 0.1                                            | 0.1                                            | 0.4                                            | 2.3                                            | 13.7                                           |
| Horas de sol                                   | 220.1                                          | 211.9                                          | 232.5                                          | 242.4                                          | 312.7                                          | 302.2                                          | 264.6                                          | 270.1                                          | 270.1                                          | 283.4                                          | 251.2                                          | 228.8                                          | 3090                                           |
| Humedad relativa (%)                           | 64                                             | 68                                             | 67                                             | 64                                             | 61                                             | 64                                             | 68                                             | 69                                             | 67                                             | 64                                             | 61                                             | 63                                             | 65                                             |
| Fuente: NOAA (1961-1990)                       |                                                |                                                |                                                |                                                |                                                |                                                |                                                |                                                |                                                |                                                |                                                |                                                |                                                |

### Lengua
Los habitantes de Bandar Abbás hablan bandari (بندری), que es un dialecto del persa.
El bandari tiene palabras prestadas de idiomas europeos (por ejemplo tawāl significa ‘toalla’), y también del árabe (por ejemplo, atā significa ‘venir’).

## Carreteras
A Bandar Abbás se puede acceder por las siguientes carreteras:
- Bandar Abbás-Sirjan a 300 km al nordeste.
- Bandar Abbás-Kermán a 484 km al nordeste.
- Bandar Abbás-Shiraz a 650 km al norte.
- Bandar Abbás-Zahedán a 722 km al este.
- Bandar Abbás-Teherán a 1333 km al noroeste.

### Transporte
Bandar Abbás tiene un aeropuerto internacional con capacidad e instalaciones para grandes aviones.

## Productos
- Dátiles
- Cítricos
- Tabaco
- Productos manufacturados (por ejemplo, atún en conserva).

### Exportaciones
- Mercancías de tránsito
- Dátiles
- Cítricos
- Tabaco
- Industria pesquera.

## Universidades
- Universidad de Bandar Abbás de Ciencias Médicas
- Universidad de Hormozgan
- Universidad Islámica de Azad de Bandar Abbás

## Historia
La referencia más temprana de Bandar Abbás data del reinado de Dario el Grande entre los años 586 y 522 a. C. donde Silakos (su comandante del ejército) embarcó desde Bandar Abbás hacia la India y el Mar Rojo.
Cuando Alejandro Magno conquistó el Imperio persa, hay una mención de Bandar Abbás (bajo el nombre de Hormirzad).
En el siglo XVI, los portugueses se establecieron en la región.
Fortificaron la ciudad y la llamaron Gamru, empleándola como puerto con el continente.
La ciudad recibió su nombre después de que Abás el Grande (sah de Persia desde 1588 a 1629) la tomara en 1615.
Después de derrotar a los portugueses en la Batalla naval de Ormuz —con ayuda de la marina de guerra británica —, a pesar de que Abás el Grande, mantenía un activo intercambio diplomático con su homólogo el Rey de España y de Portugal, don Felipe III, el sah convirtió a la ciudad en un puerto importante.
En persa, bandar significa ‘puerto’.
A partir de 1740, el control de la ciudad fue vendido a las gobernantes árabes, y alrededor de 1780 fue controlado por los líderes del Mascate.
En 1868, durante el declive de Mascate y Omán, la ciudad volvió al gobierno persa.
Bandar Abbás sirve como un punto importante de comercio teniendo una larga historia del comercio con la India.
Miles de turistas visitan la ciudad y las islas próximas incluyendo Qeshm y Ormuz cada año.